# Франконская кухня

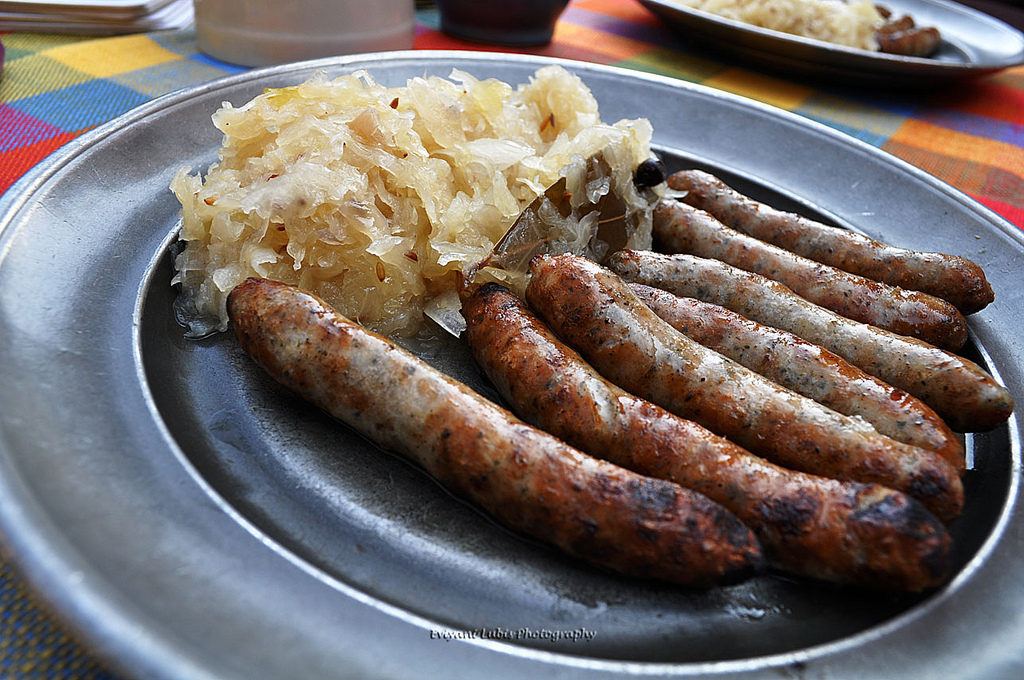
Шесть нюрнбергских жареных колбасок с квашеной капустой

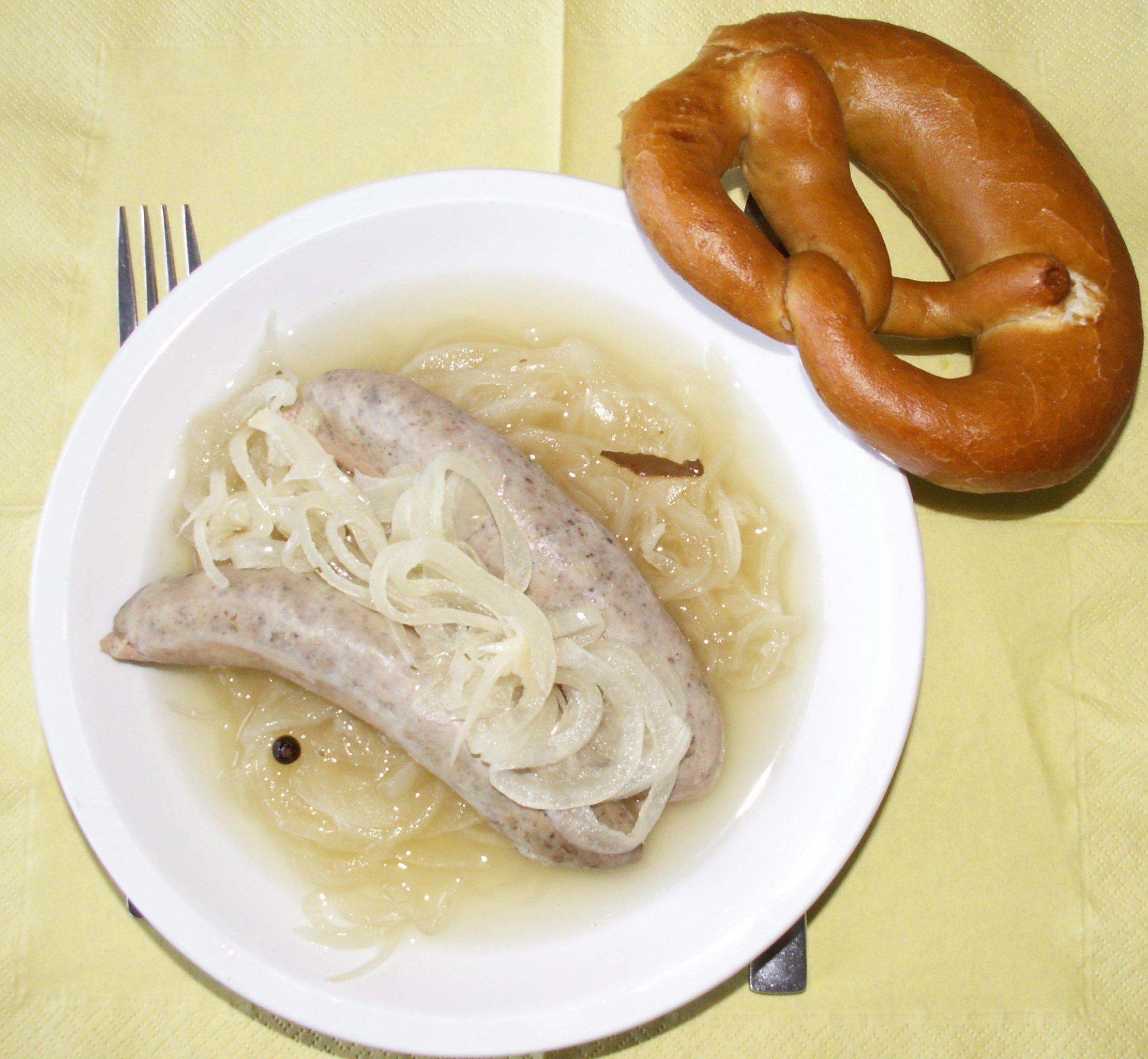
«Голубые кончики» с брецелем

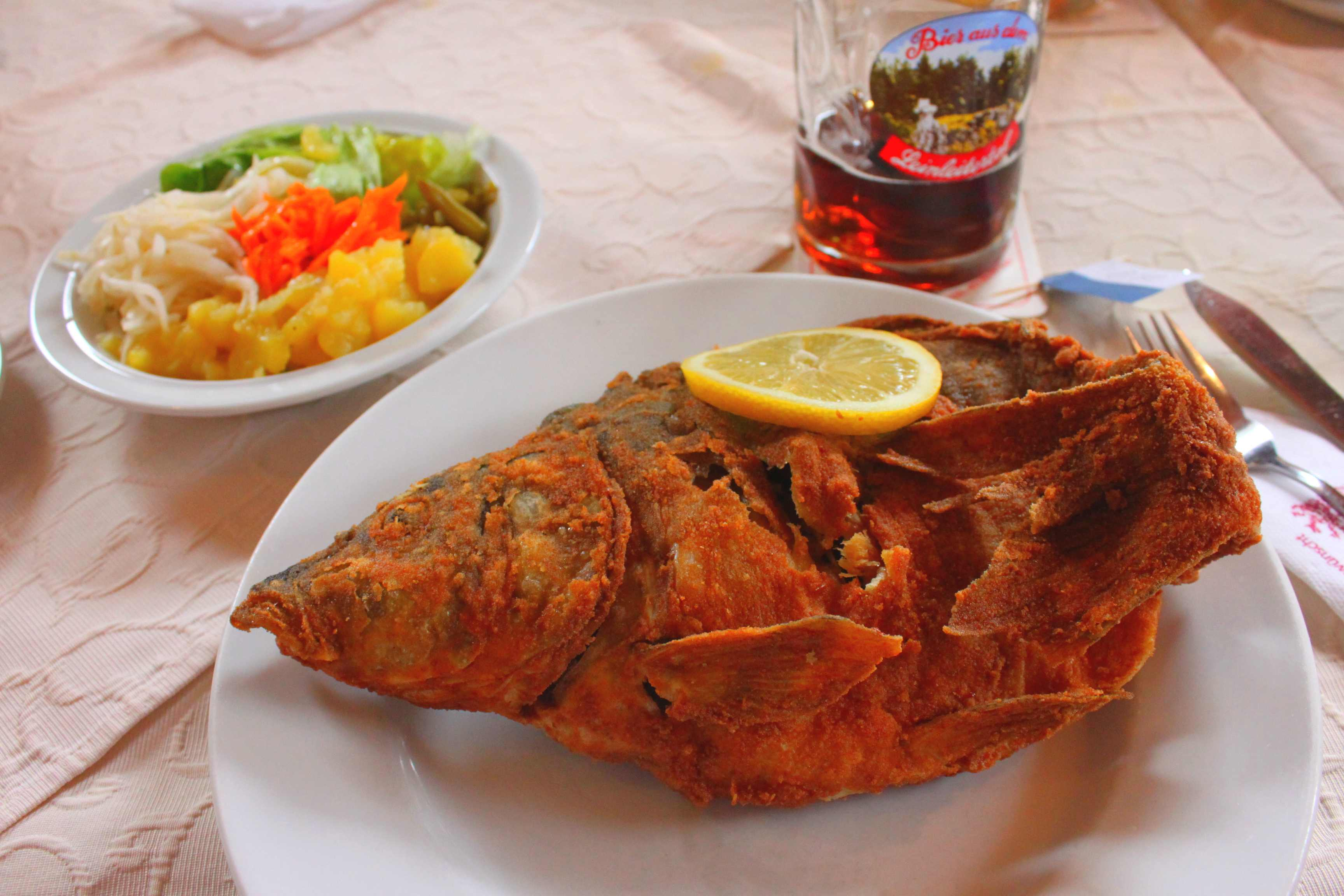
Запечённый сазан

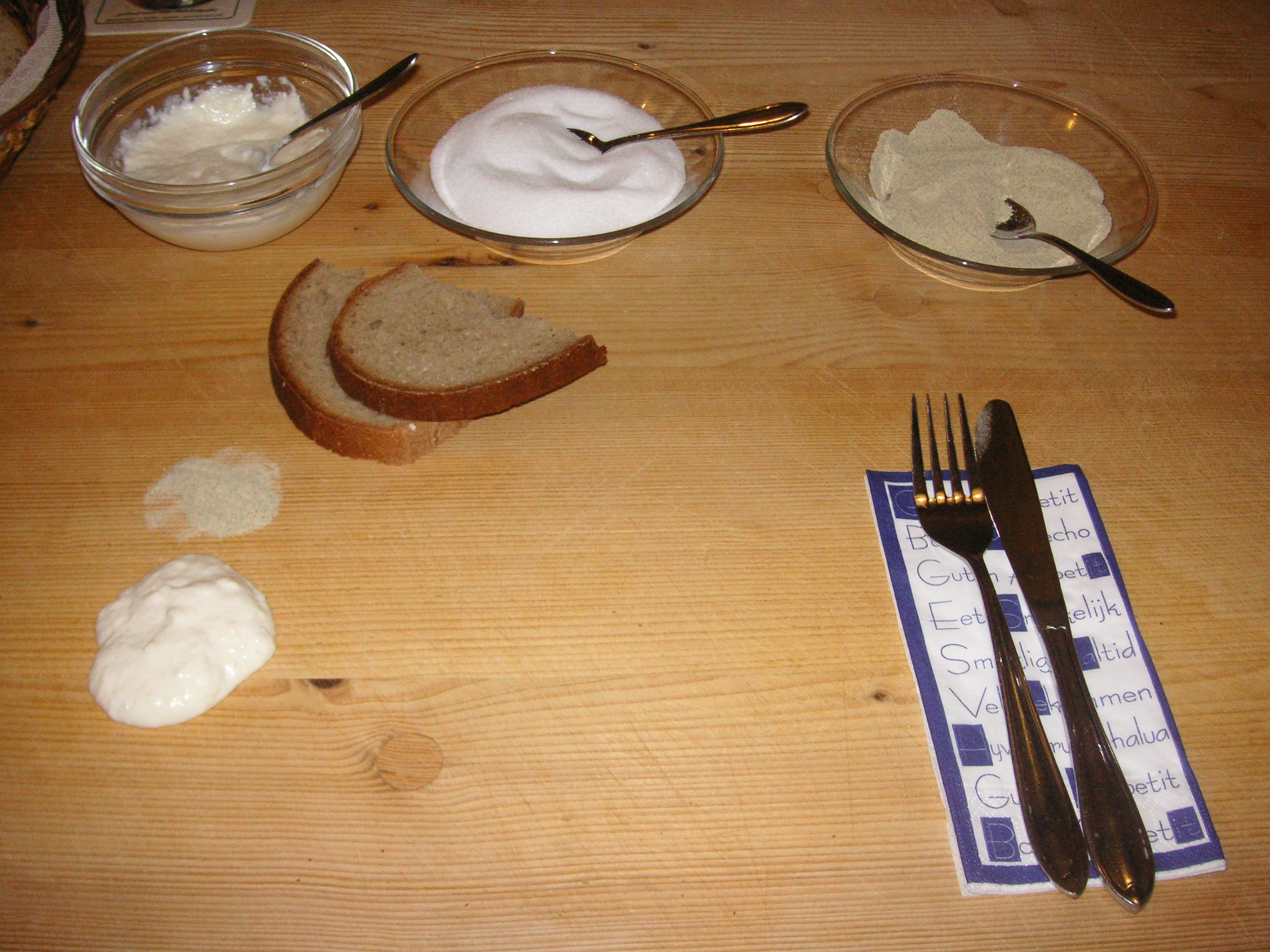
Сервировка стола под швайнфуртскую забойную миску

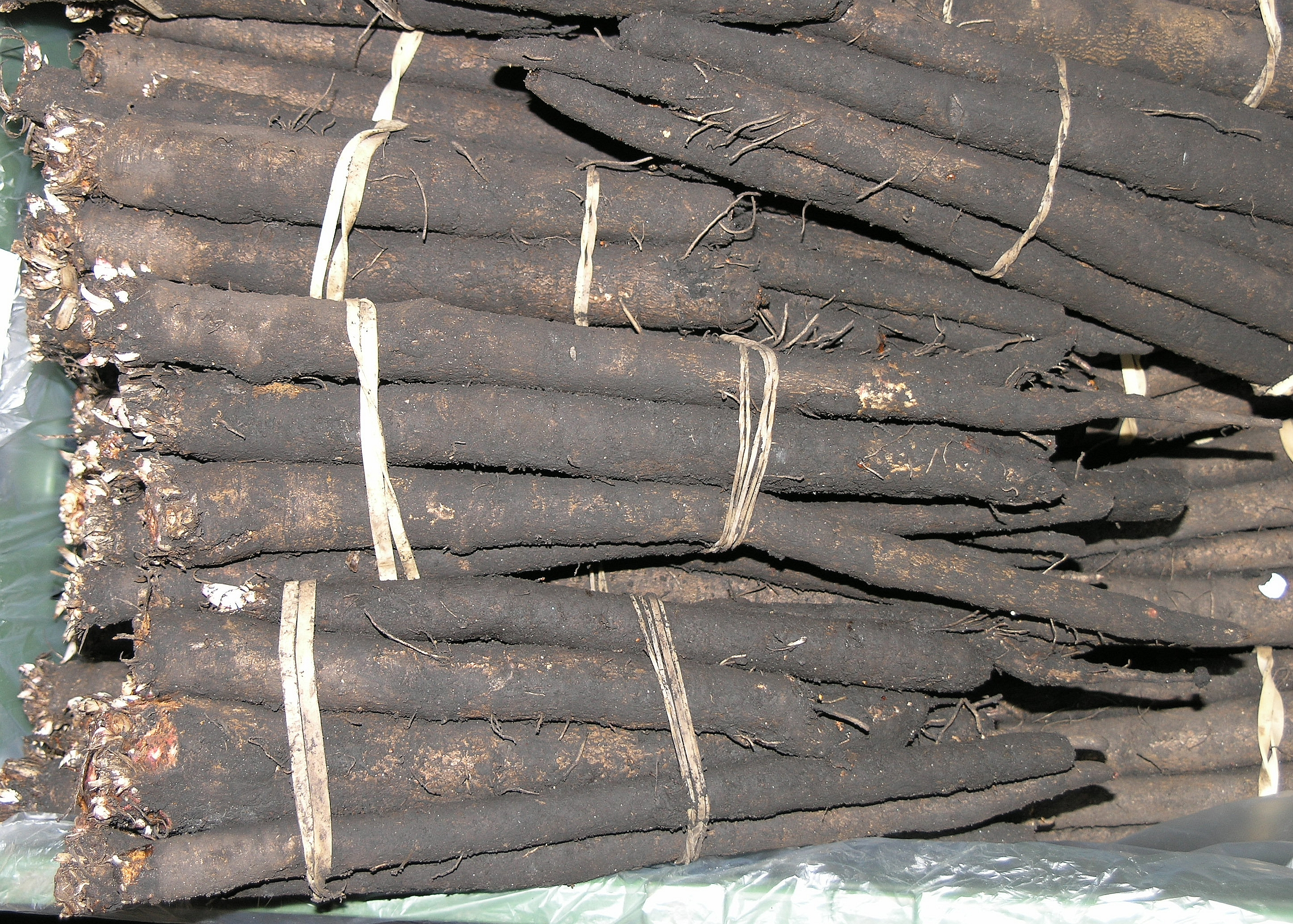
«Зимняя спаржа»

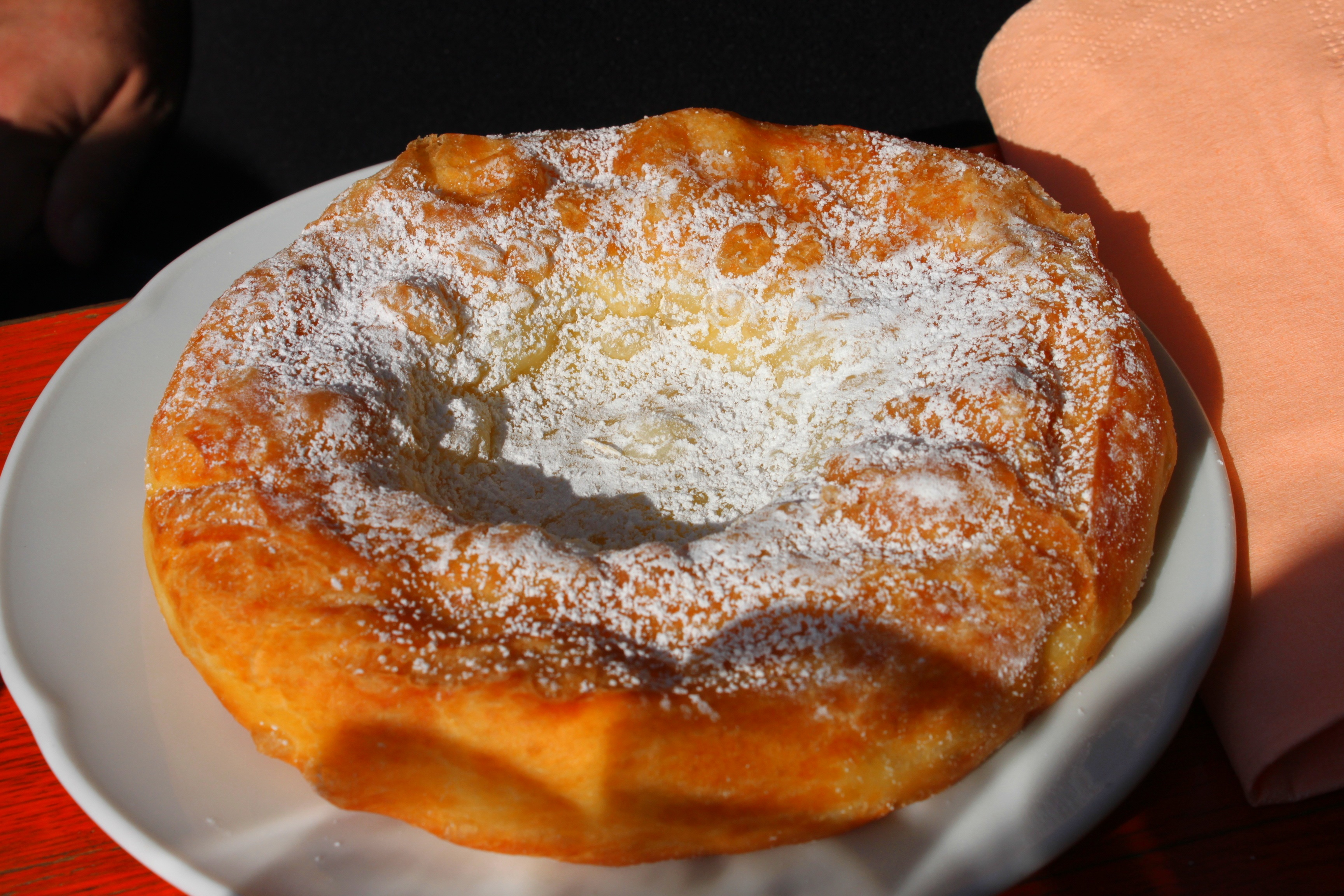
Растянутая пышка кникюхле

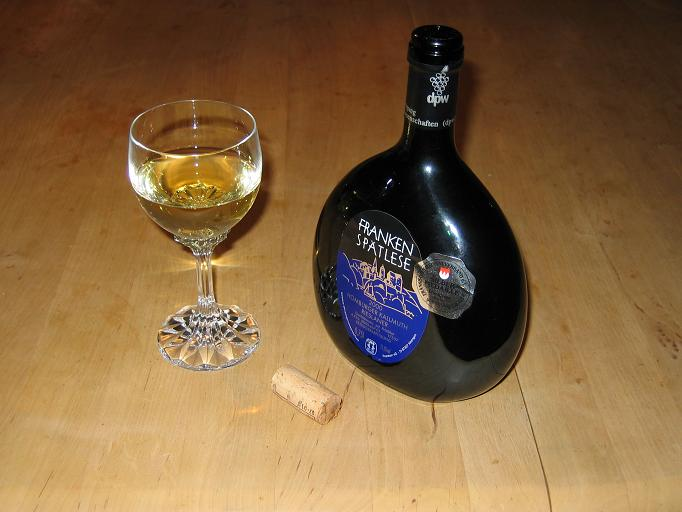
Белое франконское шпетлезе в боксбойтеле

Франконская кухня (нем. Fränkische Küche) — совокупность типичных блюд германского региона Франконии. За её пределами широко известны такие типичные франконские гастрономические продукты, как нюрнбергские пряники, нюрнбергская городская колбаса, братвурсты и франконские вина.
Гастрономия Франконии ассоциируется прежде всего со знаменитыми свиными нюрнбергскими жареными колбасками, но колбаски для жарки во Франконии существуют в большом разнообразии. «Маленькие» нюрнбергские братвурсты, фарш для которых наряду с солью и перцем приправляют майораном, производят в пределах городской черты Нюрнберга, их потребляют по три: шесть, девять, двенадцать штук. Три нюрнбергских братвурста кладут в булочку и приправляют горчицей или хреном, шесть обычно сервируют с квашеной капустой. В западной части Майнской Франконии готовят франконский братвурст длиной в двенадцать сантиметров и толщиной в палец, его на порцию берут один или пару. В Хофе из тонко измельчённого фарша готовят менее жирный братвурст толщиной в мизинец, который идёт по два на порцию. В соседнем Кульмбахе в фарш для похожих на хофских братвурстов кладут больше телятины. Кобургский братвурст по размерам сходен с франконским, но обладает особым ароматом, поскольку его зажаривают на огне из сосновых шишек до потемнения. Братвурсты обычно жарят на гриле или в домашних условиях на сковороде. Кроме того, их также отваривают на малом огне в течение 15—20 минут с уксусом, колечками репчатого лука, кружочками моркови, чёрным перцем, лавровым листом и можжевеловой ягодой. Отваренные таким способом братвурсты во Франконии и Верхнем Пфальце называются «кислыми кончиками» или «голубыми кончиками». В Восточной Франконии братвурсты едят в бутербродах и без термической обработки: колбасный фарш намазывают слоем в один сантиметр на ломоть чёрного хлеба, посыпают нарезанным кубиками репчатым луком, приправляют солью, перцем и паприкой. Братвурсты во Франконии длительное время считались праздничным блюдом, которое подавали на обед в воскресенье.
В окрестностях Форххайма и Бад-Виндсхайма в реке Айш водится местный сазан. По традиции его ловят в месяцы, в названиях которых есть буква «р», разделывают пополам в длину и запекают или отваривают в уксусе или пиве. Особым деликатесом считается «и́нграйш» — запечённые в панировке «субпродукты», молоки и икра, которые в местных ресторанах с собственным прудовым хозяйством можно отведать по предварительному заказу.
Как и большинство немецких региональных кухонь, Франкония знаменита своими мясными блюдами, в особенности из свинины. Во Франконии запекают свиную лопатку шойфеле с хрустящей надрезанной решёткой шкуркой. С корочкой, по-верхнебаварски, готовят и свиное жаркое, его подают с кнедликами и, в зависимости от местности, с квашеной капустой, тушёной краснокочанной или савойской капустой, зелёной фасолью или овощным салатом. В отличие от рейнского франконский зауэрбратен готовят без добавления изюма. Соус загущают слегка размоченным в воде и размятым подслащенным соусным пряником, который придаёт зауэрбратену своеобразную вкусовую нотку. В качестве овощного гарнира к зауэрбратену подают тушёную краснокочанную капусту, в некоторых местностях также в сопровождении розетки с отваренной брусникой. В Швайнфурте существует гастрономическая традиция своеобразного праздника забоя свиньи — «швайнфуртская забойная миска». Группе едоков подают в несколько приёмов отваренное в котле мясо с квашеной капустой, свежим хлебом и хреном непосредственно на деревянных досках без тарелок. К блюду подают франконское вино, а в дорогу с собой дают пакет с лебервурстом и кровяной колбасой. В Хофе традиционным блюдом является «шваас» — похожее на кровяную колбасу блюдо из приправленной майораном и запечённой свиной крови с добавлением сала, репчатого лука и чёрствого белого хлеба. С субпродуктом — говяжьей губой — и зельцем готовят традиционный салат «нюрнбергскую неразбериху».
К мясному жаркому подают овощные салаты, мучные клёцки и фаршированные крутонами картофельные клёцки, которые во Франконии считаются классическим «сытным гарниром». В Нижней Франконии картофельные клёцки «заворачивают» с беконом из сваренного накануне картофеля в мундире. Овощи во франконской кухне используются в основном только для приготовления гарниров. Помимо квашеной капусты, краснокочанной и савойской капусты во франконских гарнирах встречается также кольраби, морковь и «зимняя спаржа» чёрный корень, который во Франконии выращивают с XVII века. Как и настоящую спаржу, козелец подают гарниром к ветчине и отварному картофелю под сливочным соусом. Чищеный козелец похож на спаржу только внешне, он имеет более выраженный ореховый привкус. Спаржа выращивается во Франконии в Чесночной земле. Байерсдорф знаменит приправами из хрена.
В Средние века Нюрнберг стоял на пересечении торговых путей, где торговали в том числе и экзотическими пряностями, а в прилегающем к городу лесном массиве Рейхсвальд собирали много мёда, благодаря чему в Нюрнберге сложилась старинная традиция производства пряников, истоки которой были заложены неподалёку в гейльброннском монастыре. Нюрнбергские пряники поступают в продажу вместе с местным рождественским глинтвейном из голубики с конца августа. Большинство нюрнбергских пряников производится в настоящее время промышленным способом, но многие булочные и кондитерские во Франконии готовят в адвент пряники собственного производства. Самый популярный сорт нюрнбергских пряников — «Елизавета», которые помимо традиционной круглой формы часто выпускаются прямоугольными. Кобургские пряники называются «поцелуйчиками». Во Франконии и Верхней Баварии на праздниках популярна жаренная во фритюре тонкая и хрустящая выпечка из дрожжевого теста кюхле, которая бывает самой различной формы. Круглая кюхле, напоминающая по форме автомобильное колесо, ещё называется «растянутой пышкой» или «пышкой на коленке», потому что прежде для получения типичной тонкой, почти прозрачной хрустящей корочки пекари растягивали тестовые заготовки на чистой коленке. Известный по всей стране пряный франконский каравай нем. Frankenlaib из пшенично-ржаного теста весит несколько килограммов.
Во Франконии отмечается самая высокая концентрация пивоварен в мире, в регионе насчитывается около 270 преимущественно небольших производств. Ни один город Германии не располагает столькими пивоварнями, как Бамберг. По версии журналиста и гастрономического критика Эрвина Зайца, такое положение дел сохранилось ещё со времён средневековой раздробленности, когда Франкония в течение нескольких столетий считалась твердыней власти мелких князьков. Во Франконской Швейцарии и в районе Бамберг многие даже небольшие населённые пункты располагают собственными пивоварнями, устоявшими в эпоху их великого вымирания в 1970—1980-х годах, которые в летний период открывают свои старинные высеченные в скалах погреба. В эпоху до холодильников в них хранили пиво, а теперь это своеобразные романтические заведения, куда можно зайти выпить литровую кружку пива под принесённую с собой закуску. В Нижней Франконии широко распространено виноделие. Франконские вина обычно разливают в пузатые бутылки-боксбойтели. Франконский винодельческий регион производит белые вина сильванер, бахус и рислинг, а также сухое красное вино домина.